# Sidi Belyout
Sidi Belyout est un des 16 arrondissements de la commune de Casablanca. Il fait partie de la préfecture de Casablanca-Anfa.
Cet arrondissement, a connu, de 1994 à 2015 (années des derniers recensements), une baisse de population, passant de 254 456 à 180 916 habitants.
L'arrondissement tient une page facebook pour communiquer.
Depuis les élections communales de 2021, cet arrondissement est dirigé par Madame Kenza Chraibi (كنزة شرايبي بوهالي)

## Étymologie
Cet arrondissement porte le nom d'un marabout, saint protecteur de la ville de Casablanca, dont la koubba a été élevée en 1881.
Le surnom "Sidi Belyout" - Sayyidî Abû al-Luyûth, est composé du titre "Sidi", mon seigneur en français et d' "Abû al-Luyûth", "bel" faisant référence à "Abû" père en arabe et "al-Luyûth" pluriel de lion - soit dit le "père des lions".
En effet, ce berger, ermite, se serait crevé les yeux pour s'éloigner d'une société qu'il jugeait égoïste et insincère et se serait entouré de lions pour le guider.

## Gestion de l'arrondissement

### Siège de l'arrondissement
Le siège de l'arrondissement est situé 21, Boulevard d'Anfa.

### Élections communales de 2021
Au lendemain des élections 2021, la présidente de l'arrondissement Sidi Belyout devient Madame Kenza Chraibi (كنزة شرايبي بوهالي).
La liste des élus locaux est la suivante :
| Liste des élus locaux de Sidi Belyout | Liste des élus locaux de Sidi Belyout | Liste des élus locaux de Sidi Belyout       |
| ------------------------------------- | ------------------------------------- | ------------------------------------------- |
| Kenza Chraibi                         | كنزة شرايبي بوهالي                    | Présidente de l'arrondissement Sidi Belyout |
| Moulay Youssef El Alaoui El Mahmadi   | مولاي يوسف العلوي المحمدي             | Membre du Conseil du Quartier               |
|                                       | سناء الجاوي                           | Membre du Conseil du Quartier               |
|                                       | رضوان زرندي                           | Membre du Conseil du Quartier               |
|                                       | لطيفة مورني                           | Membre du Conseil du Quartier               |
|                                       | زكرياء مدركة                          | Membre du Conseil du Quartier               |
|                                       | مينة الجنزري                          | Membre du Conseil du Quartier               |
| Youssef Boukhechba                    | يوسف بوخشبة                           | Membre du Conseil du Quartier               |
| Redouane Karbani                      | رضوان الكرباني                        | Membre du Conseil du Quartier               |
|                                       | عزيز شبين                             | Membre du Conseil du Quartier               |
| Zakia El Alaoui                       | زكية العلوي                           | Membre du Conseil du Quartier               |
|                                       | موسى سراج الدين                       | Membre du Conseil du Quartier               |
| Fatima Agoumi                         | فاطمة اكومي                           | Membre du Conseil du Quartier               |
|                                       | محمد فارح                             | Membre du Conseil du Quartier               |
| Said Naciri                           | سعيد الناصري                          | Membre du Conseil du Quartier               |
|                                       | ناصر كرطومي                           | Membre du Conseil du Quartier               |
|                                       | غزلان زهيري                           | Membre du Conseil du Quartier               |
|                                       | عبد الحق الناجحي                      | Membre du Conseil du Quartier               |
|                                       | نجية بلكحل                            | Membre du Conseil du Quartier               |
|                                       | جهاد سلمات                            | Membre du Conseil du Quartier               |
|                                       | أسية ايت محرابي                       | Membre du Conseil du Quartier               |
|                                       | عبد الواحد ملياني                     | Membre du Conseil du Quartier               |
|                                       | ايات كرداش                            | Membre du Conseil du Quartier               |
|                                       | فؤاد رويس                             | Membre du Conseil du Quartier               |
|                                       | عمر نارس                              | Membre du Conseil du Quartier.              |
|                                       | وفاء بنمنصور حسني                     | Membre du Conseil du Quartier               |
|                                       | جواد رسام                             | Membre du Conseil du Quartier               |
|                                       | لعلى محسن                             | Membre du Conseil du Quartier               |
|                                       | سعيد الصبيطي                          | Membre du Conseil du Quartier               |
|                                       | عبدالصمد ثابت                         | Membre du Conseil du Quartier               |